# Elverdinge
Elverdinge (vls. Elverdienge) – dzielnica (deelgemeente) miasta Ieper w Belgii, w Regionie Flamandzkim, w prowincji Flandria Zachodnia, w okręgu Ieper. 1 stycznia 2020 roku liczyła 1763 mieszkańców. Do 31 grudnia 1976 samodzielna gmina.

## Demografia
Liczba mieszkańców, stan na 1 stycznia:
| Rok                | 1930 | 1947 | 1961 | 2020 |
| ------------------ | ---- | ---- | ---- | ---- |
| Liczba mieszkańców | 1753 | 1677 | 1650 | 1763 |